# Клён Оливера
Клён Оливера (лат. Acer oliverianum) — вид деревьев рода Клён (Acer) семейства Сапиндовые (Sapindaceae). В некоторых источниках вид называется клён мелкопильчатый.

## Ареал
Естественно произрастает в прибрежных и северных районах Тайваня и в Китае, в провинциях Аньхой, Фуцзянь, южной Ганьсу, Гуйчжоу, южной Хэнани, западном Хубэе, Хунани, Цзянси, южной Шэньси, Сычуани, Юньнани и Чжэцзяне.
Встречается в горных лесах и долинах на высотах от 1000 до 2000 метров над уровнем моря.

## Описание
Листопадное дерево, достигающее в диком состоянии на Тайване 20 метров в высоту, но обычно при культивировании не вырастает выше 5-8 метров. Ветви у этого клёна растут более-менее горизонтально и общим видом он напоминает Клён дланевидный.
Кора клёна Оливера ровная, нефритово-зелёного цвета с тонкими белыми восковыми полосами.
Листья противостоящие простые от 6 до 10 см в диаметре, с усечённым или сердцеобразным основанием. Форма листьев пальчатая, с пятью лопастями. Лопасти овальные, средняя имеет от 5 до 8 пар латеральных жилок с тонкосетчатым узором вторичных жилок.
Цветы беловатые с пятью пурпурными чашелистиками, пятью белыми лепестками и восемью тычинками, более длинными, чем лепестки.
Плод — парная неопушённая крылатка, крылышки в которой образуют между собой тупой угол. Длина отдельного крылышка вместе с орешком от 2.5 до 3 см.